# NGC 2387
NGC 2387 في الفهرس العام الجديد، هي مجرة، تقع في كوكبة ممسك الأعنة. اكتشفت في 10 مارس 1790 بواسطة ويليام هيرشل.

## روابط خارجية
- NGC 2387 على موقع ويكي سكاي: DSS2, SDSS, GALEX, IRAS, Hydrogen α, X-Ray, Astrophoto, Sky Map, Articles and images